# Terran
 For alternative betydninger, se Terran (flertydig). (Se også artikler, som begynder med Terran)
Terran er en af tre racer i computerspillet StarCraft. Terrans er en gruppe af mennesker sendt ud i galaksen. De har taget navnet Terran for at adskille sig fra mennesker på Jorden.
I seriens historie er Terrans normalt vist som fanget i konflikten mellem Protoss og Zerg, men Terrans er den mest fragmenterede af StarCraft racerne, og de kæmper ikke kun mod de andre, men er også hyppigt i borgerkrige indbyrdes.

## Samfund
Talrige fraktioner anvendes i hele serien, lige fra nationale regeringer og virksomheder til oprørere og kriminelle. Den første fraktion, der henvises til i serien, er United Earth Directorate (UED). En samlet regering af næsten alle jordens nationer og flere kolonier både indenfor og uden for solsystemet. UED hævder at have et "oplyst socialistisk" styre, men er kendt for deres hårde metoder til at opretholde offentlig orden og censur af medierne. De ses også som en fortaler for eugenik, hvilket resulterer i massemordet på millioner og eksil af uønskede kriminelle og mutanter til kolonisering af den fjerne Koprulu-sektor i galaksen, hvor serien foregår. Spilleren kontrollerer UED fraktionen i Brood War: Episode V.
Fanger fra Jorden danner i Koprulu-sektoren fraktionen Confederacy of Man, et de facto plutokrati, konføderationen bliver beskrevet i bøgerne Liberty's Crusade, Darkness og Nova som værende brutale overfor offentligheden og have en høj grad af korruption i hovedstaden Tarsonis. Spilleren får kontrol over en division i Confederacy of Man i en forhistorie til kampagne StarCraft. På grund af regimets brutalitet , får de modsatnd fra en række oprørsgrupper og bliver til sidst væltet af Korals sønner, der er en rebelgruppe ledet af Arcturus Mengsk. I StarCraft: Episode I kontrollere spilleren Arcturus Mengsk, som danner Terran Dominion til at erstatte den ødelagte konføderation. Dominion styres ved autoritarisme med planeten Korhal IV som hovedstad og Mengsk som sin kejser. Historien om Terran Dominion fortsættes i bogserien The Dark Templar Saga. Selvom Mengsk ser sig som en imødekommende diktator, viser han sig at være lige så hård som sine forgængere.
Mengsks handlinger under hans kampe mod Confederacy of Man gør at Jim Raynor bliver hans fjende. Efter Mengsk bliver afsløret i forræderi mod andre medlemmer af hans kommandopersonale, og han afslører sit virkelige mål, om at opnå ultimative magt, desertere Jim Raynor og danner en modstandsbevægelsen Raynors Raiders, der er en lille hær bestående primært af medlemmer fra Raynors tidligere milits, men er den mest eftersøgte gruppe oprørere mod Terran Dominion. Spilleren tager rollen som Jim Raynor i StarCraft II Wings of Liberty.

## Beskrivelse
Terrans beskrives som standard mennesker, og i spillet ses deres militær ofte i exoskelet og med andre krigsmaskiner, som f.eks. de futuristiske kampvogne. Nogle Terrans vises med kybernetik implantater. Det beskrives i StarCraft's manual, at Terrans har evnen til at udvinde en planets naturlige ressourcer i en "alarmerende" hastighed. I baggrundshistorien bag serien, er det også beskrevet at meneskerner har udviklet et potentiale for psioniske evner, som telepati og andre former for parapsykologi. Det er dette psioniske potentiale der lokker Zerg til at angribe Terrans, i håb om at inkorporere disse træk i Zerg genpuljen. Dette psioniske element ses i Terran enheden Ghosts, der er specialenheder født med psioniske evner.
I spillet har Terrans en tendens til at favorisere traditionelle former for krigsførelse med kampvogne og fly i kombination med infanteri. Terrans er den eneste race uden en nærkampsenheder. Terrans er mere tilpasselige end de to andre racer og kan producere enheder til en gennemsnitlig pris. Primære bygninger kan endda flyttes, så spillerne kan flytte bygninger til hurtigere rekrutering, adgang til nye ressourcesteder eller for at redde strukturen fra ødelæggelse af fjenden. Deres bygninger og mekaniserede enheder kan repareres hvis de er beskadiget, og combat medics kan helbrede andre sårede enheder.